# 13101 Fransson
13101 Fransson è un asteroide della fascia principale. Scoperto nel 1993, presenta un'orbita caratterizzata da un semiasse maggiore pari a 2,4603622 UA e da un'eccentricità di 0,0928160, inclinata di 6,89027° rispetto all'eclittica.
L'asteroide era stato inizialmente battezzato 13101 Sunsetastro per poi essere corretto nella denominazione attuale. L'eponimo venne poi attribuito all'asteroide 26612 Sunsetastro.
Inoltre l'eponimo Fransson era stato inizialmente assegnato a 14105 Nakadai che ricevette poi l'attuale denominazione.
L'asteroide è dedicato all'astronomo svedese Claes Fransson.